# Кирил Николов – Странджата
Кирил Йорданов Николов е български партизанин и милиционер.
Роден е в Катрище. В младежка възраст се занимава с бокс и се свързва с нелегалната Комунистическа партия. За кратко е партизанин, като използва псевдонима „Странджата“. След назначаването на Раденко Видински, също партизанин в Кюстендилско, за директор на Народната милиция в края на септември 1944 година, Странджата е назначен за комендант. Двамата стават известни с участията си в масовите саморазправи по време на терора, последвал Деветосептемврийския преврат, като лично извършват множество убийства на задържани.
През ноември 1944 година Странджата и Видински са отстранени и остро критикувани от партийното ръководство за дейността си в милицията. Кирил Николов се записва като доброволец в армията, назначен е за ротен командир и е изпратен на фронта.
Кирил Николов – Странджата е убит на 31 март 1945 година при Шомодчичо в Унгария.